# Jazzmatazz, Vol. 1

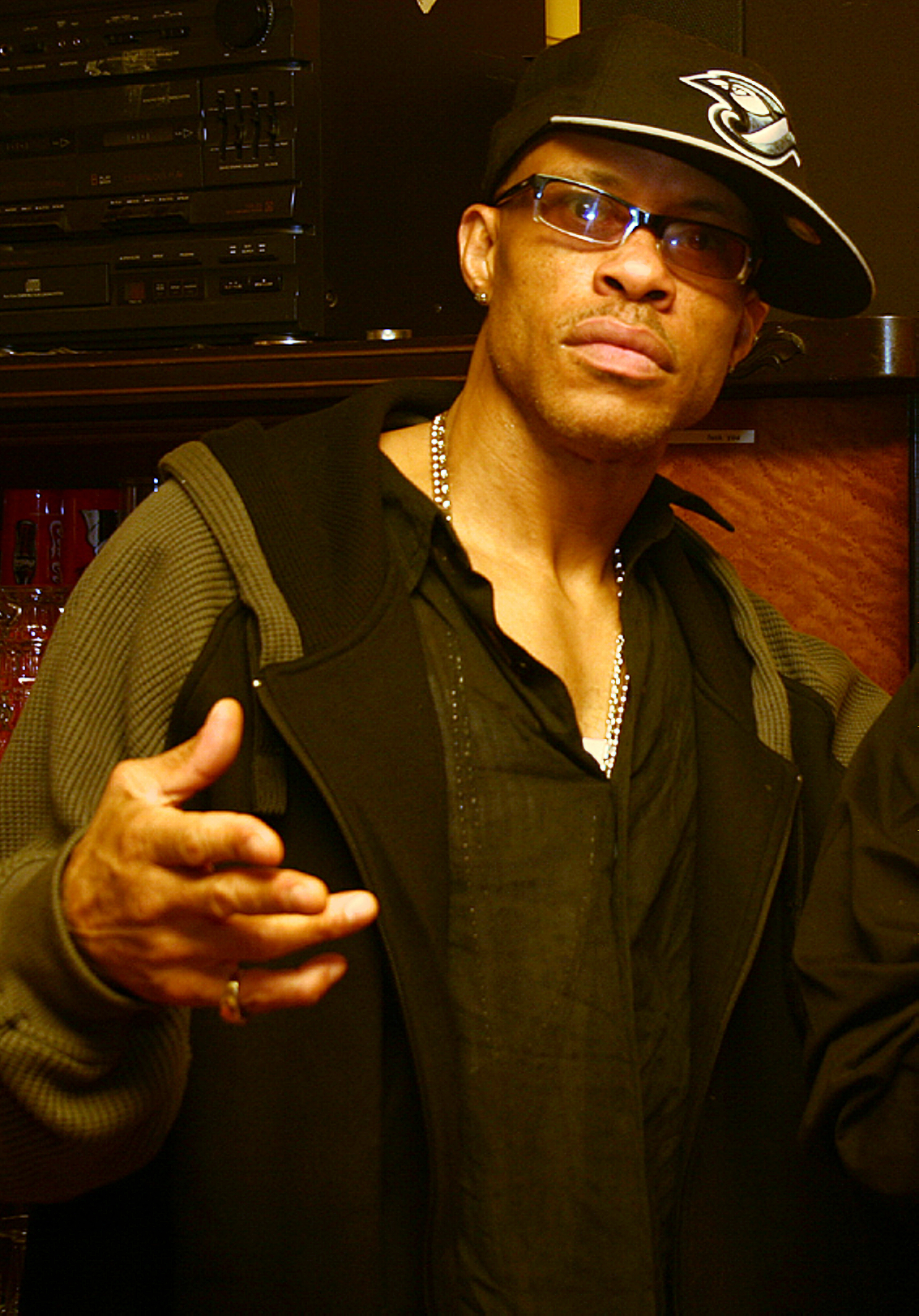
Autor de jazz matazz; Guru

Jazzmatazz, Vol. 1 es un disco de jazz rap del músico Guru, publicado el 18 de mayo de 1993 en Chrysalis Records. Se trata de uno de los primeros discos en combinar una banda de jazz en vivo con producción y rimas de hip hop. La instrumentación corre a cargo de una banda que incluye a Lonnie Liston Smith, Branford Marsalis, Ronny Jordan, Donald Byrd y Roy Ayers. El álbum también cuenta con colaboraciones de artistas como N'Dea Davenport y el rapero francés MC Solaar.

## Lista de canciones
1. "Introduction" – 1:20
2. "Loungin'" (con Donald Byrd a la trompeta y piano) – 4:38
3. "When You're Near" (con N'Dea Davenport vocales y Simon Law al teclado) – 4:02
4. "Transit Ride" (con Branford Marsalis en el saxo y Zachary Breaux a la guitarra) – 3:58
5. "No Time to Play" (con Ronny Jordan a la guitarra y D. C. Lee vocales) – 4:54
6. "Down to the Backstreets" (con Lonnie Liston Smith al piano) – 4:47
7. "Respectful Dedications" - :54
8. "Take a Look (At Yourself)" (con Roy Ayers al vibráfono) – 3:59
9. "Trust Me" (con N'Dea Davenport) – 4:27
10. "Slicker Than Most" (con Gary Barnacle al saxo y flauta) – 2:36
11. "Le Bien, Le Mal" (con MC Solaar) – 3:21
12. "Sights in the City" (con Courtney Pine al saxo y flauta, Carleen Anderson vocales y Simon Law a los teclados) – 5:10

## Samples Utilizados
- "When You're Near" contiene samples de "Last Night Changed it All (I Really Had a Ball)" por Esther Williams & "Povo" por Freddie Hubbard.
- "Transit Ride" contiene samples de "Synthetic Substitution" de Melvin Bliss.
- "No Time To Play" contiene samples de "Satin Soul" de Barry White, "Satin Soul" de Love Unlimited Orchestra & "Mosadi (Woman)" de The Crusaders.
- "Take A Look (At Yourself)" contiene samples de "Synthetic Substitution" por Melvin Bliss & "Funky President" por James Brown.
- "Trust Me" contiene samples de "Funky President" por James Brown.
- "Slicker Than Most" contiene samples de "It Feels So Good" por Grover Washington, Jr.

## Personal
- Roy Ayers	 - 	Vibráfono
- Courtney Pine	 - 	Flauta, Saxo
- Lonnie Liston Smith	 - 	Piano, Teclados
- Ronny Jordan	 - 	Guitarra
- Jimmy Bell	 - 	Ingeniero
- Big Shug	 - 	Vocales adicionales
- Guru	 - 	Arreglista, Vocales, Producción, Mezclas
- MC Solaar	 - 	Vocales
- Carleen Anderson	 - 	Vocales
- Gary Barnacle	 - 	Flauta, Saxo
- Zachary Breaux	 - 	Guitar
- Donald Byrd	 - 	Piano, Trompeta
- Zdar Cerbonschi	 - 	Ingeniero
- N'Dea Davenport	 - 	Vocales
- Keith Elam	 - 	Productor ejecutivo
- Simon "The Funky Ginger" Law	 - 	Teclados
- D.C. Lee	 - 	Vocales
- James B. Mansfield	 - 	Ingeniero
- Branford Marsalis	 - 	Saxo
- DJ Jazzy Nice	 - 	Scratches
- Black Jack	 - 	Vocales adicionales
- Mickey "Mus Mus"	 - 	Vocales adicionales
- DJ Jimmy Jay	 - 	Scratches
- Lil' Dap	 - 	Batería en directo
- The Cutthroats	 - 	Vocales adicionales
- Joe Quinde	 - 	Ingeniero
- Kieran Walsh	 - 	Ingeniero
- Ray Burmiston	 - 	Fotografía
- James Bell	 - 	Ingeniero
- Henry Márquez	 - 	Dirección artística
- Doug Boehm	 - 	Ingeniero
- Craig Marcus	 - 	Ingeniero
- Michael Benabib	 - 	Fotografía
- David Carpenter	 - 	Ingeniero
- Diane Cuddy	 - 	Diseño
- Bill Adler	 - 	Notas interiores
- Luke Allen	 - 	Ingeniero
- Marc Villalonga	 - 	Fotografía

- Datos: Q1389007